# Gustav Korff
Gustav Korff (* 31. Mai 1872 in Karlshafen; † 1. Juli 1934 in München) war ein deutscher Phytopathologe.

## Leben
Gustav Korff absolvierte von 1889 bis 1892 eine Apothekergehilfenlehre an der Hofapotheke in Kassel. Anschließend war er als Apothekergehilfe in Kassel, Berlin und Leipzig tätig. 1895 ging er zum naturwissenschaftlichen Studium an die Universität Erlangen und wurde er Mitglied des Corps Guestphalia Erlangen. 1897 erlangte er die Apotheker-Approbation. Im folgenden Jahr wurde er bei Maximilian Reeß mit einer gärungsphysiologischen Dissertation zum Dr. phil. promoviert. Bis 1904 blieb Korff als Assistent am botanischen Institut von Reeß in Erlangen, wo er über bakteriologische, geologische und zoologische Themen arbeitete. 1903 legte er das Examen zum Nahrungsmittelchemiker ab. 1904 wechselte er nach München an die Agrikulturbotanische Anstalt, die spätere Bayerische Landesanstalt für Pflanzenbau und Pflanzenschutz. 1920 wurde er Leiter der Abteilung für Pflanzenschutz. An der Technischen Universität München las er über Krankheiten der landwirtschaftlichen Kulturgewächse und praktischer Pflanzenschutz. 1920 erhielt er den Professorentitel und 1929 die Ernennung zum Honorarprofessor.
Korff etablierte in Bayern als erstem deutschen Land einen pflanzenschutzlichen Überwachungs- und Beratungsdienst für Landwirte und Gärtner. Außerdem führte er in Bayern zur Ein- und Ausfuhrkontrolle von Pflanzen und Pflanzenerzeugnissen die Pflanzenbeschau ein. Zudem arbeitete er über ernährungsphysiologische und pathologische Themen beim Gemüse- und Obstbau sowie beim Anbau von Sonderkulturen.

## Schriften
- Auftreten schädlicher Getreidemilben in Bayern, in: Praktischer Blätter für Pflanzenbau und Pflanzenschutz, 3, 1905, S. 1–8.
- Einwirkung von Öldämpfen auf die Pflanzen, in: Praktischer Blätter für Pflanzenbau und Pflanzenschutz, 4, 1908, S. 61–81.
- Über eine durch Älchen verursachte Bananenkrankheit, in: Praktischer Blätter für Pflanzenbau und Pflanzenschutz, 8, 1910. S. 61–67.
- Mittel zur Bekämpfung der Feldmäuse, 1925
- Über die Wirkung einiger Bodenbehandlungsmittel auf das Pflanzenwachstum, in: Arbeiten aus der Biologischen Reichsanstalt für Land- und Forstwirtschaft, 15, 1926, S. 47–74.
- Abteilung für Pflanzenschutz, in: Landwirtschaftliches Jahrbuch für Bayern, 17, 1927.
- Die Peronosporakrankheit des Hopfens, in: Arbeiten aus der Bayerischen Landesanstalt für Pflanzenbau und Pflanzenschutz, Heft 5, 1928.
- Kalk als Pflanzenschutzmittel, 1929
- Beiträge zur Bodenbehandlung und partiellen Bodendesinfektion, in: Phytopathologische Zeitschrift 2, 1930, S. 39–86.